# الشرطة الملكية التايلاندية
الشرطة الملكية التايلاندية (بالإنجليزية: Royal Thai Police) (اللغة التايلاندية: ตำรวจแห่งชาติ) هي قوة الشرطة الوطنية في تايلاند. ويبلغ عدد افرادها 230,000 فرد  و250،000 ضابط .

## قسم الطيران
- 1 طائرة من نوع فوكر 50
- 1 طائرة من نوع سي أن-235

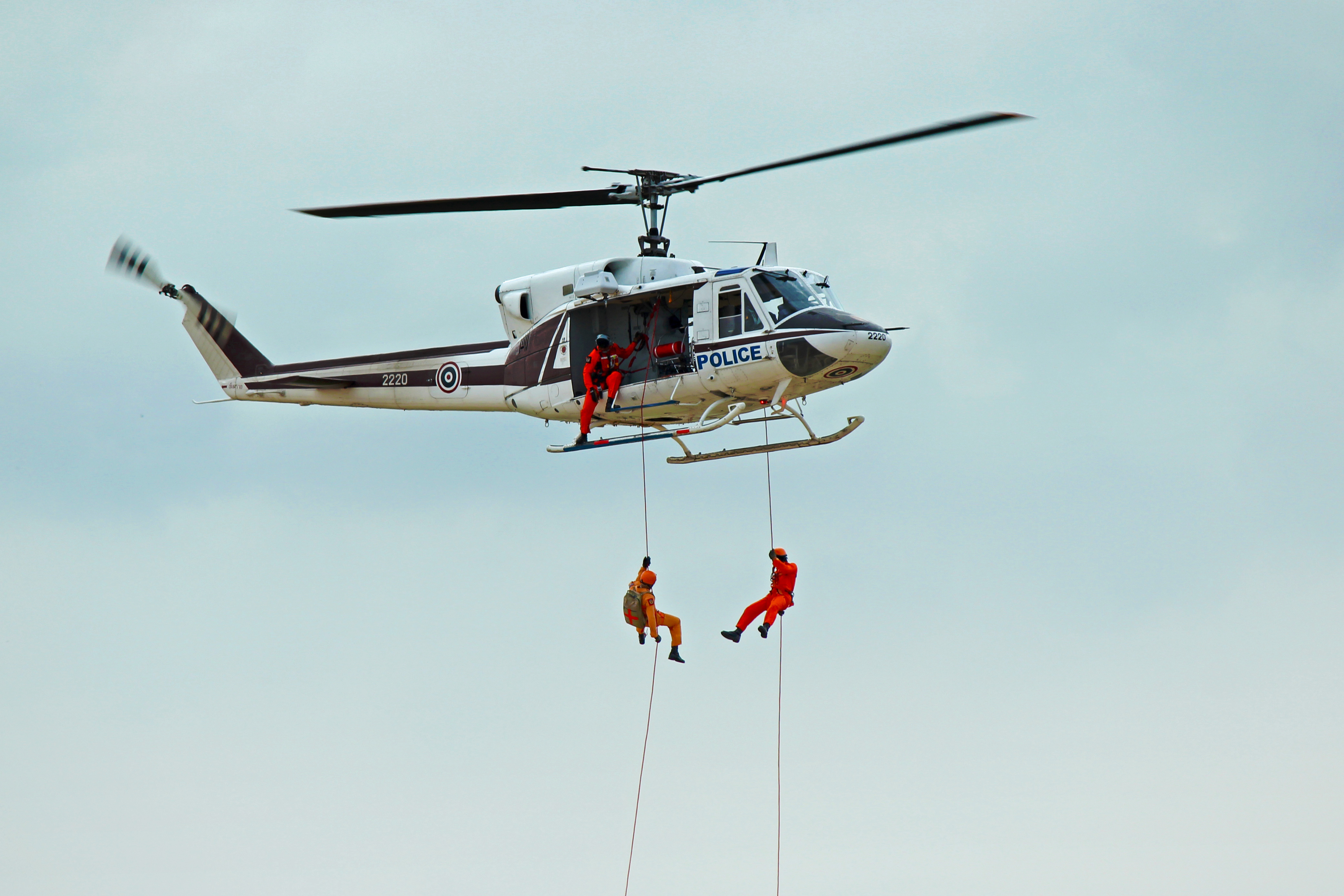
الشرطة الملكية التايلاندية تقوم بعملية انقاذ

- 1 طائرة هليكوبتر من نوع يوروكوبتر إيه إس365 دوفين
- 9 طائرات من نوع بيل 412
- 15 طائرة هليكوبتر من نوع بيل 212
- 26 طائرة هليكوبتر من نوع بيل 204/205
- 16 طائرة هليكوبتر من نوع بيل 206

## معرض صور

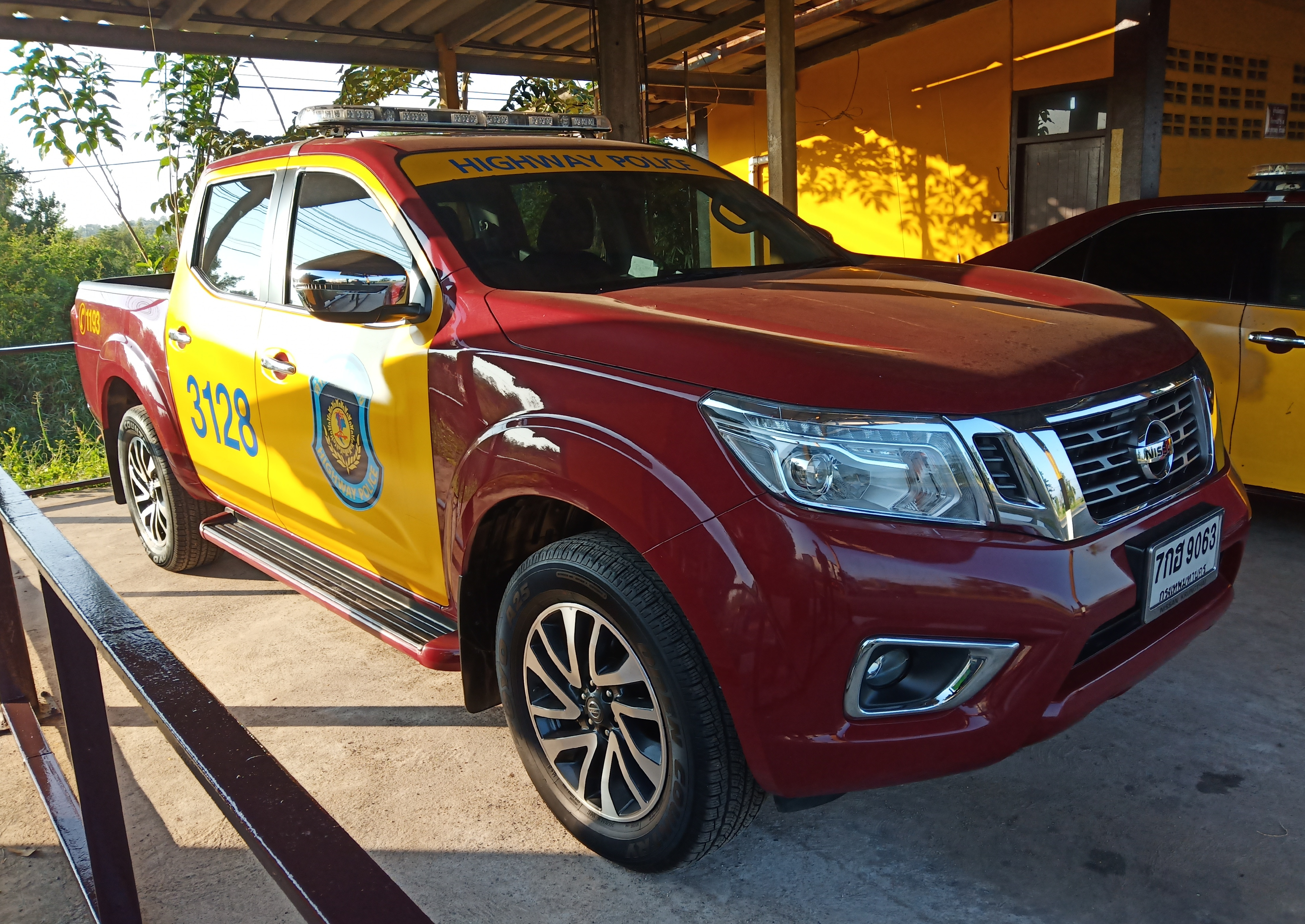
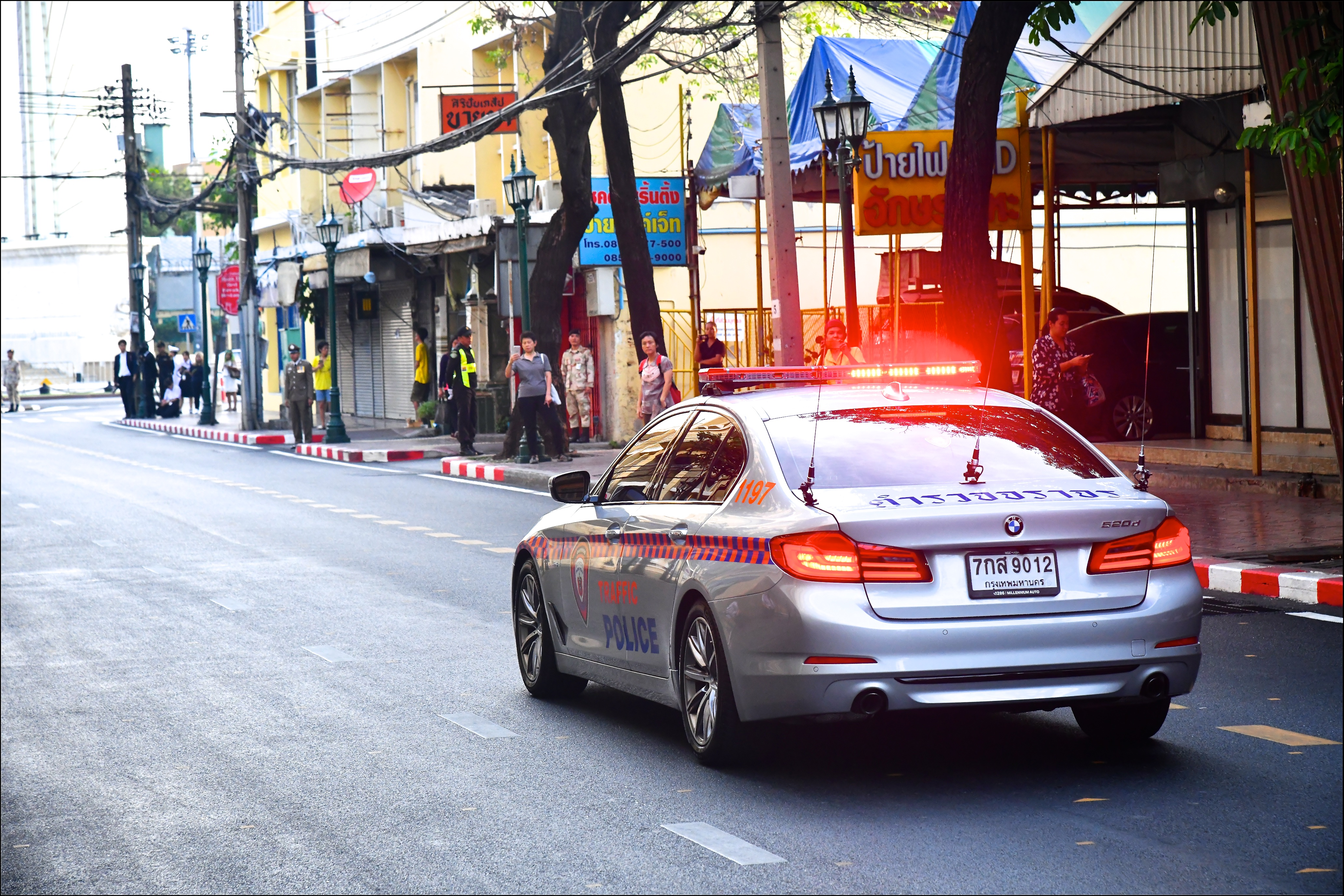
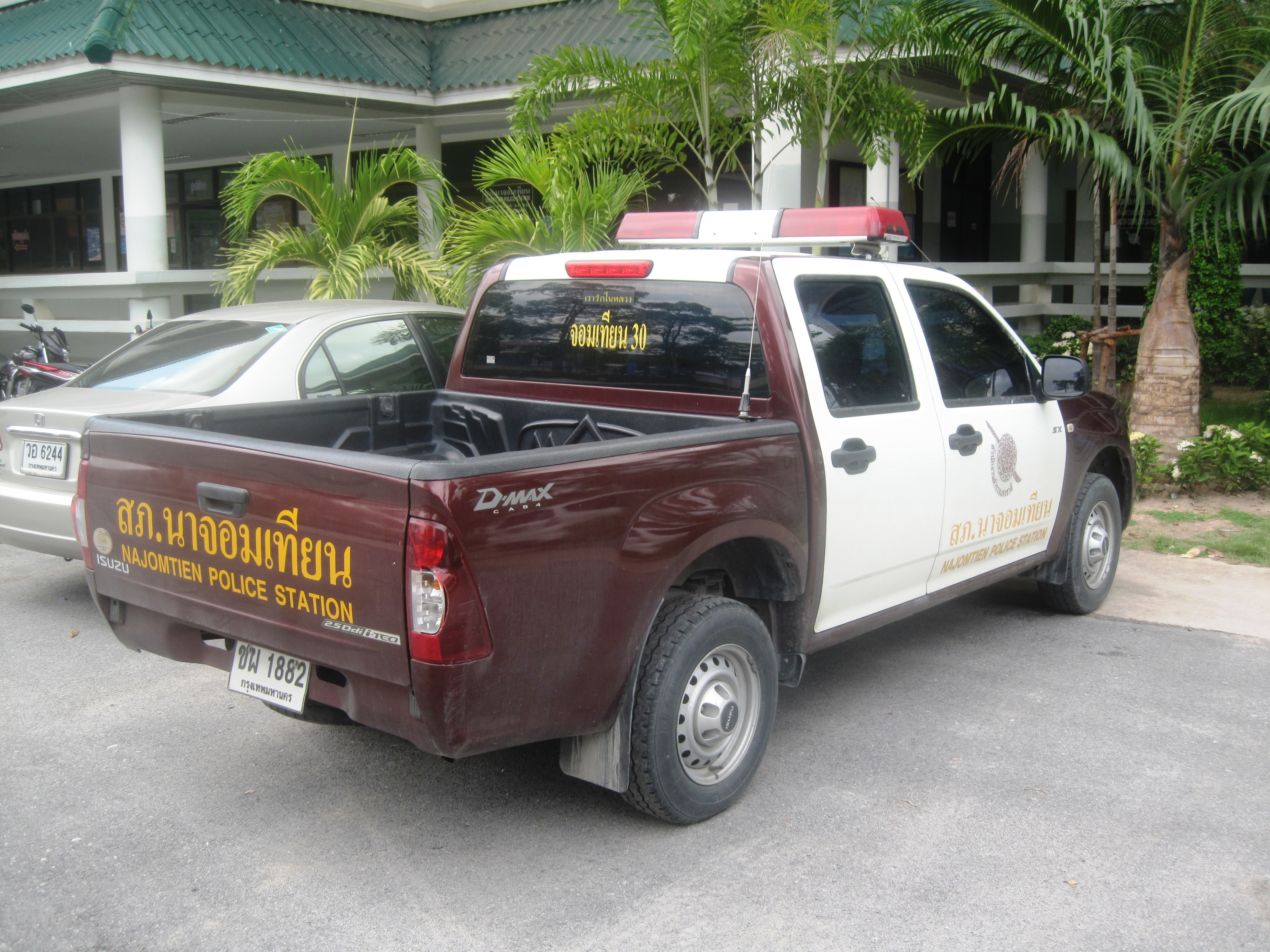
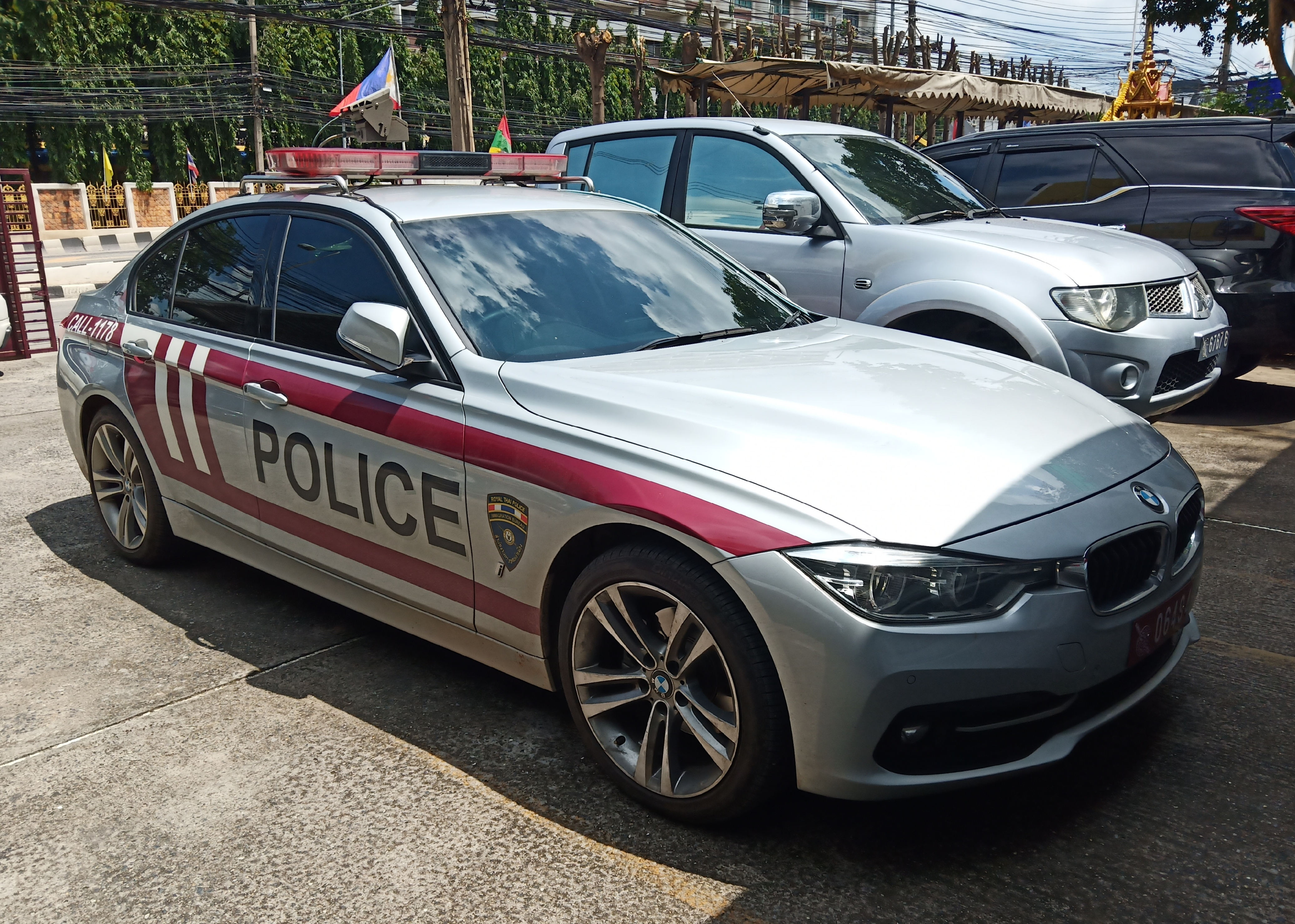
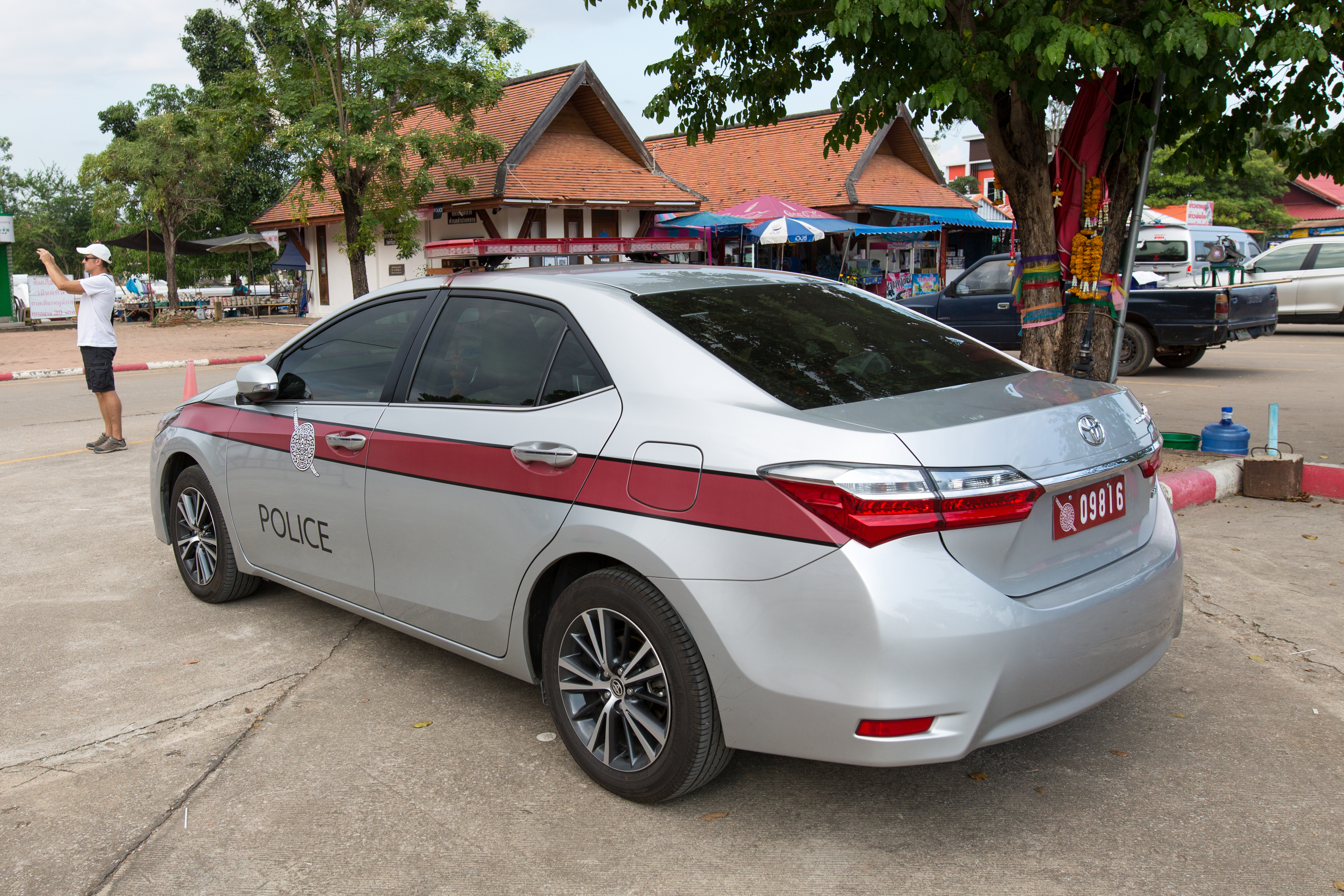
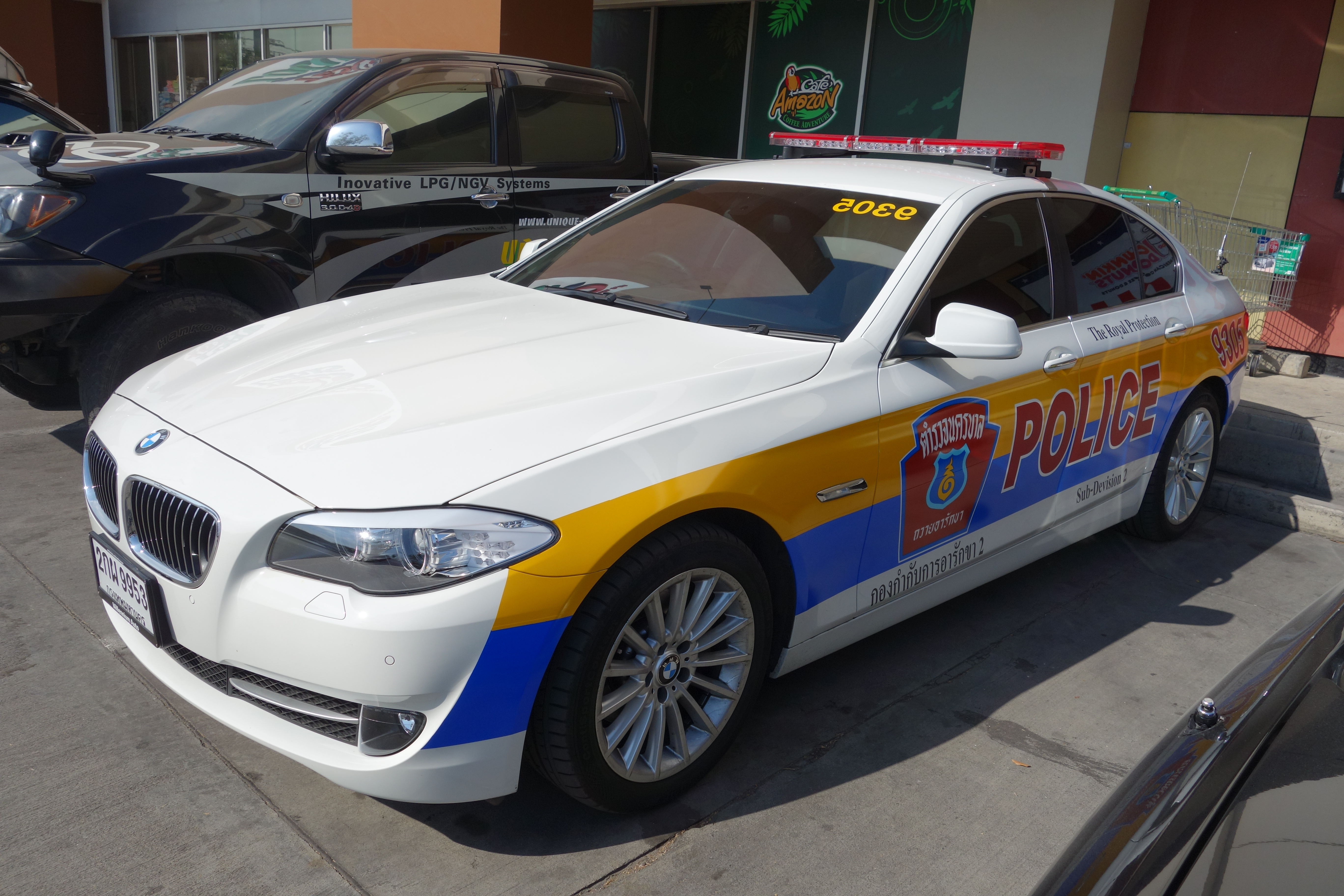

## وصلات خارجية
- Official Royal Thai Police website (بالتايلندية)
- English Information on the Royal Thai Police
- Catalogue of Torture and Corruption by The Royal Thai Police